# Mühlenstrang
Der Mühlenstrang (Alternativbezeichnung und ursprünglicher Name für den oberen Abschnitt: Kellerbach) ist ein 9,76 km langer, nordöstlicher und orografisch rechter Nebenfluss der Ruhr im  nordrhein-westfälischen Kreis Unna.

## Geographie

### Verlauf
Der Mühlenstrang entspringt im Süden der nordrhein-westfälischen Gemeinde Holzwickede nahe dem 130er-Denkmal am Kellerkopf. Er verläuft in südöstlicher Richtung entlang der Grenze zwischen dem Schwerter Ortsteil Geisecke und dem zu Holzwickede gehörenden Ortsteil Hengsen.
Er fließt am Stausee Hengsen vorbei in Richtung Südwesten und erhält rechts Zufluss vom Gehrenbach. Der Mühlenstrang mündet nach 9,8 km bei Schwerte in die Ruhr.
Im Abschnitt oberhalb des Stausees Hengsen, bevor er in den ehemaligen Seitenarm der Ruhr mündet, wird der Bachlauf als Kellerbach bezeichnet.

### Zuflüsse und Abzweigungen
- Kellerbach[6] [GKZ 2765582] (links), 1,5 km, 1,31 km², 13,95 l/s
- Geisecker Bach (rechts), 0,9 km, 0,48 km², 5,15 l/s
- Ruhrfeldgraben[7] (linke Abspaltung), 4,1 km
- Wiesenbach (rechts), 1,6 km, 0,69 km², 7,55 l/s
- Gehrenbach (rechts), 4,2 km, 5,24 km², 57,52 l/s

## Umgestaltungen
Der Mühlenstrang entstand aus einem der beiden Ruhrarme, die bis 1719 durch die Aue flossen. In diesem Jahr trat die Ruhr stark über die Ufer und verlagerte ihren Lauf nach Süden. Um weiterhin die Wassermühle versorgen zu können, wurde der verbliebene Arm eingeengt. Zusätzlich wurde auf Höhe des heutigen Gutshof Wellenbad ein künstlicher Fließgraben angelegt, der Wasser aus der Ruhr in den Mühlenstrang leitete. Ab 1937 wurde anstelle des Fließgrabens Ruhrwasser über den neu angelegten  Stausee Hengsen in den Mühlenstrang geleitet. Heute wird der Mühlenstrang nicht mehr mit Ruhrwasser gespeist, sondern er ist eine Fortführung seines auch als Kellerbach bezeichneten Oberlaufs.
Im Bestreben um einen einheitlichen Namen für den neu kombinierten Flusslauf wurde der Name Mühlenstrang auf den Kellerbach ausgedehnt. Der Name Kellerbach wurde als Alternativname beibehalten. Lediglich ein kleiner Seitenarm des ursprünglichen Kellerbachs behielt den Namen Kellerbach als alleinigen Namen.
In den 1950er Jahren wurde der Lauf des Mühlenstrangs begradigt und eingetieft, später noch eine zusätzliche Bewallung zum Hochwasserschutz errichtet. 1998 wurde das Gebiet unter Naturschutz gestellt. Heute wird der Mühlenstrang nur schwach unterhalten, sodass mittlerweile wieder viele Wasserpflanzen entstanden und verschiedene Tierarten im Bachsystem heimisch wurden.

## Natur und Umwelt

### Flora und Fauna
Im Mühlenstrang selbst wachsen heute u. a. Bachberlen, Wassersterne, Schwertlilien und Igelkolben; weiterhin leben Prachtlibellen, Flussnapfschnecken, Gebirgsstelzen
und Teichhühner direkt am Bachlauf. Die Gebüsche beheimaten Grün- und Kleinspechte, in den Hecken und auf den Weiden brüten Neuntöter und Rohrammern. Unregelmäßig beherbergt eine bestimmte Gruppe von Fichten sogar eine Graureiherkolonie.

### Naturschutzgebiet Mühlenstrang
Der Mühlenstrang ist Teil des gleichnamigen Naturschutzgebietes (UN-034). Das NSG ist 55 ha groß und beinhaltet neben dem Mühlenstrang und dem Gehrenbach vor allem Feuchtwiesen im östlichen und Ackerflächen im westlichen Teil. Die Vegetation bietet einen Lebensraum v. a. für Amphibien, Reptilien, Libellen, bedrohte Vogelarten und zurzeit seltene Schmetterlinge.